# Agios Vlassios (Grecia)
Agios Vlassios  este un oraș în Grecia în prefectura Artemida, Magnesia, Grecia.